# Demolition Man (film)
Demolition Man is een Amerikaanse sciencefiction-actiefilm uit 1993, geregisseerd door Marco Brambilla. Hij werd genomineerd voor onder meer drie Saturn Awards, maar ook voor een Razzie Award voor slechtste bijrolspeelster (Sandra Bullock).

## Verhaal
In 1996 wordt de gewelddadige crimineel Simon Phoenix (Wesley Snipes) opgepakt door John Spartan (Sylvester Stallone) en vervolgens diepgevroren in een Cryo-gevangenis. Politieambtenaar Spartan wordt ook diepgevroren omdat er in zijn jacht op Phoenix tijdens een explosie een dertigtal mensen om het leven kwamen, waarvan hij mede de schuld krijgt.
Na 35 jaar ontsnapt Phoenix en maakt hij de straten van Los Angeles (in de toekomst omgedoopt tot San Angeles) opnieuw onveilig. Bovendien blijkt hij plotseling allerlei vaardigheden te hebben die hij voorheen niet had, maar die hem goed van pas komen bij het ontketenen van een misdaadgolf. Los Angeles is in de tijd dat Phoenix en Spartan ingevroren zaten niettemin een uiterst doorgeslagen vredelievende plek geworden, waar geweld vreemd is en niemand weet hoe hier mee om te gaan. Spartan wordt daarom ontdooid om Phoenix nogmaals te stoppen.

## Rolverdeling
| Acteur              | Personage                            |
| ------------------- | ------------------------------------ |
| Sylvester Stallone  | Brigadier John Spartan               |
| Wesley Snipes       | Simon Phoenix                        |
| Sandra Bullock      | Inspecteur Lenina Huxley             |
| Nigel Hawthorne     | Dr. Raymond Cocteau                  |
| Benjamin Bratt      | Officier Alfredo Garcia              |
| Bob Gunton          | Commissaris George Earle             |
| Glenn Shadix        | Vennoot Bob                          |
| Denis Leary         | Edgar Friendly                       |
| Bill Cobbs          | Officier Zachary Lamb                |
| Grand L. Bush       | Jonge Zachary Lamb                   |
| Troy Evans          | Officier James MacMillan             |
| David Patrick Kelly | Leon                                 |
| Steve Kahan         | Hoofdinspecteur Healy                |
| Andre Gregory       | Gevangenisdirecteur William Smithers |
| Rob Schneider       | Officier Erwin (onvermeld)           |
| Pat Skipper         | Helikopterpiloot                     |
| Brandy Ledford      | Videobellend meisje                  |

## Prijzen en nominaties
- 1994 - ASCAP Award
  - Gewonnen: Beste film
- 1994 - Saturn Award
  - Genomineerd: Beste kostuums (Bob Ringwood)
  - Genomineerd: Beste sciencefictionfilm
  - Genomineerd: Beste special effects (Michael McAlister en Kimberly Nelson)
- 1994 - MTV Movie Award
  - Genomineerd: Beste slechterik (Wesley Snipes)
- 1994 - Razzie Award
  - Genomineerd - Slechtste vrouwelijke bijrol (Sandra Bullock)

## Trivia
- Sandra Bullock verving na enkele dagen filmen Lori Petty.
- Sylvester Stallone wilde graag Jackie Chan in de rol van de slechterik.
- De originele rollen waren voor Steven Seagal en Jean-Claude Van Damme.
- "Demolition Man" is ook een missie in Grand Theft Auto: Vice City, waarbij je een gebouw moet opblazen door bommen erin te leggen met een RC helikopter.